# Anders Gustaf Ahlstrand

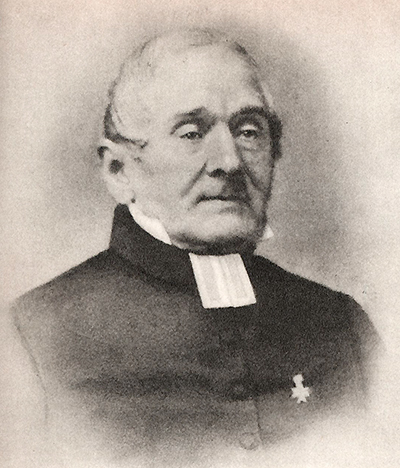
Anders Gustaf Ahlstrand.

Anders Gustaf Ahlstrand, född 19 februari 1789 i Växjö, Kronobergs län, död  30 december 1873 i Växjö landsförsamling, Kronobergs län, var en svensk präst och politiker, far till Johan August Ahlstrand.

## Biografi
Ahlstrand föddes 19 februari 1789 i Växjö. Han var son till komministern Pehr Ahlstrand och Anna Elisabet Melander. Ahlstrand, som blev filosofie magister vid Uppsala universitet 1807, blev senare teologie doktor. Han var lektor vid Växjö gymnasium, kyrkoherde i Vederslövs församling och senare domprost i Växjö domkyrkoförsamling. Han var även en av ledamöterna i prästeståndet för Växjö stift vid ståndsriksdagarna 1844/45, 1847/48, 1850/51 (från 4 januari 1851) och 1853/54. I riksdagen var han bland annat ledamot i allmänna besvärs- och ekonomiutskottet 1844/45 och 1847/48, bankoutskottet 1844/45, 1847/48, 1851, 1853/54, statsutskottet 1847/48, 1851 och 1853/54, lagutskottet 1844/45, expeditionsutskottet 1851 och konstitutionsutskottet 1844/45, 1847/48 och 1853/54.